# Ådalshändelserna
Ådalshändelserna, Skotten i Ådalen eller Ådalen 31 (1931) med flera kallas händelseförloppet kring en arbetskonflikt i Ådalen i mitten av maj 1931 där fem personer sköts ihjäl av militär som stod under polismans befäl. Händelsen delade Sverige i två läger om vems skuld det var att tragedin inträffade, och skillnaden i åsikter märktes tydligt mellan borgerliga och vänsterinriktade tidningar. Händelserna blev centrala för den svenska arbetarrörelsen och anses vara en bidragande orsak till att socialdemokraterna vann valet 1932, vilket blev början på ett 44-årigt socialdemokratiskt regeringsinnehav.

## Bakgrund
Under den stora depressionen, utlöst av börskraschen 1929, drabbades folket i Ådalen av en enorm arbetslöshet med nöd och hunger: i vissa av Ådalens skogsdistrikt var arbetslösheten 80-85 procent. Av dem som hade arbete hade nästan alla drabbats av lönesänkningar, så stora att det var svårt att klara uppehället. 
| ”                               | "Levnadsbetingelserna för människorna blev synnerligen dåliga. Arbetsförtjänsten var dålig. … Man hade nätt och jämnt möjlighet att klara sig. De som hade familjer och många barn hade betydliga svårigheter." | „ |
| – Hjalmar Nilsson från Kramfors | |   |

Med undantag av Arbetslöshetskommissionen fanns heller inget arbetslöshetsunderstöd vid den här tiden, och då med en lön på existensminimum, under lägsta grovarbetarlön, på en ort långt hemifrån. Det politiska engagemanget i Ådalen var stort, med möten för föredrag och diskussioner och de olika arbetarpartierna hade drygt 84 procent av rösterna.
Sommaren 1930 utbröt en konflikt om lönesänkningar vid Marma-Långrörs AB:s sulfatfabrik vid Marmaverken i Hälsingland där arbetsledningen meddelat att de gällande avtalslönerna skulle sänkas ytterligare med 4 öre i timmen, från 1 kr och 18 öre till 1 kr och 14 öre i timmen. Dessutom skulle andra arbetsvillkor försämras. Arbetarna protesterade men utan resultat. I början av oktober 1930 enades man och gick ut i strejk. Konflikten förvärrades sedan av att bolaget plockade in strejkbrytare från en särskild organisation som redarföreningen finansierade. Den ansvarade för att rekrytera strejkbrytare och transportera dem i organiserad trafik.
Vid skeppningssäsongens inledning på våren 1931 var sulfatfabriken och bland annat Graningeverkens fabriker blockerade av strejk. Sympatiåtgärderna mot det sistnämnda berodde på att båda företagen kontrollerades av släkten Versteegh. Då skeppningen åter kunde starta efter att isen släppt sitt tag om sjöfarten var industrins lager fyllda och man var angelägen om att få levererat vad man trots lågkonjunkturen lyckats sälja. Då ingen förändring av löneläget skedde utbröt på olika håll under våren 1931 sympatistrejker, bland annat vid Graningekoncernens sulfat- och sulfitfabriker vid Sandviken och Utansjö i Ådalen. För att lasta lagrad pappersmassa anskaffade nu koncernens ägare, Gérard Versteegh, genom Ångermanälvens stuveribolag ett 60-tal strejkbrytare, förutom professionella strejkbrytare bland annat studenter.

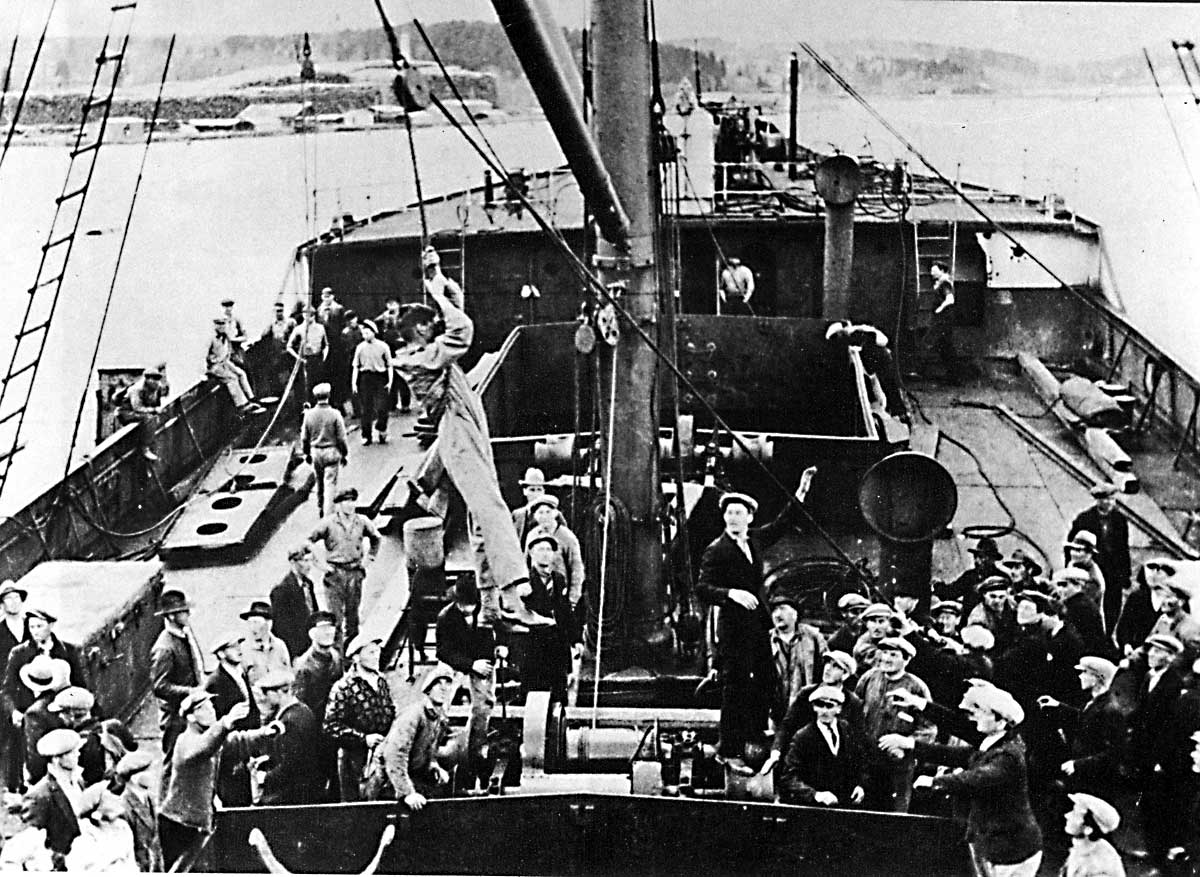
Strejkbrytare hissas upp ur lastrummet på fartyget Milos.

Strejkbrytarnas ankomst den 13 maj väckte en oerhörd ilska. De strejkande arbetarna anordnade samma dag ett protestmöte i Kramfors varefter man tågade till Sandviken. Vid massafabriken, som ägdes av Graningeverken, var strejkbrytarna sysselsatta med lastning av ett fartyg. På grund av en obevakad grind kunde demonstranter ta sig in på det avstängda fabriksområdet och ta sig ombord på ångaren "Milos" där sex av sextiotalet strejkbrytare befann sig. Två av dessa flydde, men resterande fyra blev funna i lastrummet och misshandlades. Efter att en av de närvarande poliserna bett en ledande kommunist att sätta stopp för situationen såg han till att de lyftes upp ur lastrummet i en kran och sedan ställde han sig framför de fyra. Samma person arrangerade sedan att strejkbrytarna fördes till Kramfors där de visades upp och förhördes på en makadamhög. Efter att de lovat att lämna området skickades de till en läkare och sedan tillbaka till Lunde för att hämta sina tillhörigheter. Väl i Lunde ändrade de sig, och deras eskort (samma person som avbrutit misshandeln på Milos) hotades med en revolver. Samtliga fyra stannade i Lunde.
| ”                              | "Under de senaste dygnen har på vissa ställen i Ådalen härskat ett veritabelt pöbelvälde, underblåst av kommunisternas uppviglingsarbete. Myndigheterna ha praktiskt taget stått maktlösa, och polisen har med korslagda armar sett hur de uppretade folkmassorna på det grymmaste misshandlat en del arbetsvilliga, huru de stormat deras fartyg och under de mest uppseendeväckande former förgått sig mot de arbetsvilliga, som sönderslagna och blodiga, med bakbundna händer, tvingades att marschera framför kommunisternas demonstrationståg - allt medan polisen maktlös stod och tittade på." | „ |
| – Svenska Dagbladet 1931-05-15 | |   |

Den polis, som beordrats till platsen, hade misslyckats med att hindra demonstrationen att nå strejkbrytarna. Samma kväll avreste därför på länsstyrelsens anhållan militär från Sollefteå garnison: 60 man infanteri och beriden träng med kulsprutor, under befäl av kapten Nils Mesterton. Sent på kvällen till den 14 maj, när soldaterna skulle lämna sitt tåg vid Sprängsviken, blev stämningen mycket konfrontativ när soldaterna tryckte sig igenom folkmassan som blockerade järnvägsstationen. Något senare fortsatte oroligheterna i Lunde, där militären förlades till skydd för strejkbrytarna, med stenkastning från folkmassan och lösa skott samt rökhandgranater från militären. Vid denna tid fanns ingen statspolis som kunde förstärka den kommunala. Att ingripa utanför sin kommun var olagligt för polismän. Med anledning av Ådalshändelserna skapades senare en statspolis.

## Demonstrationståget och skotten

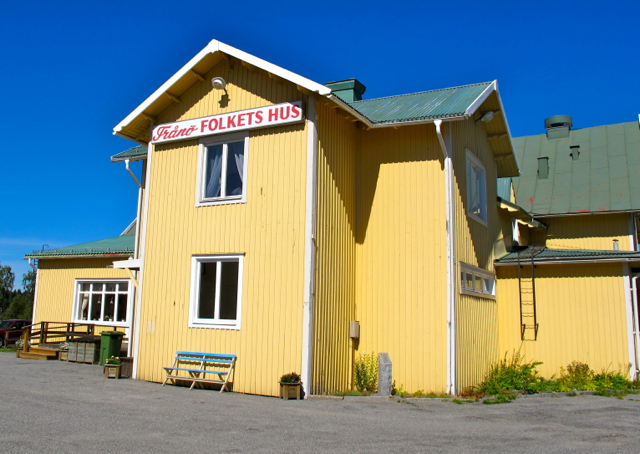
Frånö Folkets hus i Kramfors kommun.

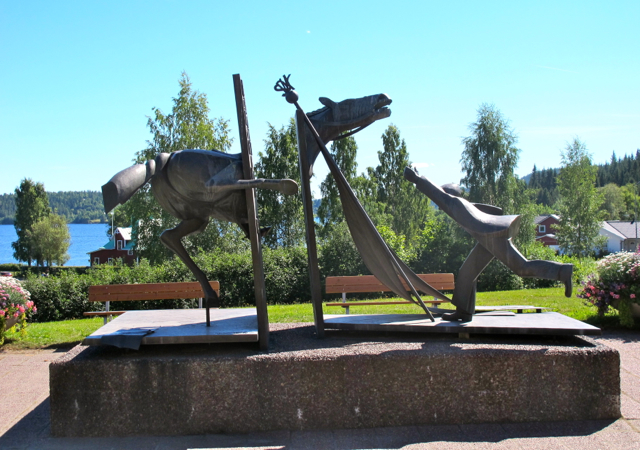
Minnesmärket över Ådalshändelserna i Lunde i Kramfors kommun, skapat av Lenny Clarhäll (1979−81).

Torsdagen den 14 maj höll Transportarbetareförbundet i Frånö Folkets hus ett protestmöte mot strejkbrytarna. Närvarande var företrädare för så gott som hela fackföreningsrörelsen i Ådalen. Beslut fattades där om omedelbar och allmän arbetsnedläggelse vid alla sågverk och massafabriker i Ådalen. Innan mötet hunnit avslutas tågade de som samlats i och omkring Folkets Hus, 3 000 till 4 000 personer, till strejkbrytarnas förläggningsplats i Lunde. När demonstrationståget avgick fanns ute på gården endast fanor tillhörande Svenska Pappersindustriarbetareförbundets avdelning i Utansjö, SDUK i Utansjö samt Socialdemokratiska arbetarekommunen i Utansjö. Orsaken uppges vara att de kommit för sent till mötet i Folkets hus och inte hunnit in i lokalen när folkmassan spontant satte sig i rörelse.[källa behövs] Man kan anta att om demonstrationståget avgått sedan överläggningarna slutförts, hade täten av tåget innehållit långt fler fanor. Hittills hade 10 soldater och 20 hästar skadats av stenkastning. Myndigheterna hade läst Upprorslagen tre gånger för demonstranterna, vilket innebar att den som efter den tredje gången inte efterkom myndigheternas uppmaning att skingra sig var "upprorsman".[källa behövs]
När demonstrationståget kom till Lunde, trodde sig den militäre befälhavaren på platsen, kapten Nils Mesterton, se vapen i demonstranternas händer och höra skott avlossas från folkmassan, något som varken undersökningskommissionen eller polisen senare kunde finna bevis för. En ryttarpatrull som sökt hejda demonstranterna hade avlossat skott, och när demonstranterna var på mindre än 100 meters avstånd från strejkbrytarbaracken kommenderade kapten Mesterton eld.[källa behövs] Med gevär och kulsprutor öppnade soldaterna eld. Order var given att man skulle skjuta i marken framför folkmassan i första hand, vilket gjordes. Vid eldöppnandet breddade sig folkmassan då bakomvarande tryckte på. Kapten Mesterton uppfattade detta som ett försök att kringgå hans trupp och beordrade då eldgivning. De fem dödade var: 20-åriga fabriksarbetare Eira Söderberg, Erik Bergström, 31 år gammal fabriksarbetare, Evert Nygren, 22 år och arbetare, Sture Larsson 18 år och Viktor Eriksson, 35 år. Eira Söderberg var inte med i demonstrationståget utan stod på en gård som åskådare när hon blev träffad av en rikoschett i underlivet. Utöver dessa sårades fem personer.
Kapten Mestertons trupp fick senare förstärkning från Jämtlands fältjägarregemente och Norrlands artilleriregemente, vilket möjliggjorde urdragning i ett senare skede.[källa behövs] Då denna trupp återkom till Östersund uppstod oroligheter och våld på järnvägsstationen. På vissa tidningars löpsedlar stod "Officerarna tryckte pistolerna i soldaternas huvud och kommenderade eld".[källa behövs] Detta påstående stämde inte då alla soldaterna som deltog var stamanställda, dvs yrkesmilitärer. Styrkan bestod av värvade trupper, det vill säga befälselever med olika befattningar med mellan sex månader till två års militärtjänstgöring. Trumpetare i arbetarnas musikkår, Tore Andersson (senare tog han namnet Alespong) från Dynäs, blåste signalen "Eld upphör" och fick därmed militären att sluta skjuta. Andersson uppger själv i en tidningsintervju för tidningen Brand 1991 att han senare delgavs misstanke om brott för att "otillbörligen ha tagit kommandot över militär trupp", men att åtalet lades ner före rättegångsdatum.
Skotten i Ådalen - en annan berättelse
| ” | Frånvaron av förtroendevalda i ledningen för demonstrationståget brukar ofta anföras som en förklaring till tragedin, men som alltid när allting gått snett och ingenting som planerat finns ingen entydig, yttersta orsak. [Polischefen] hade tänkt sig att demonstrationen skulle avslutas med ett möte på den öppna plats där konstnären Lenny Clarhälls minnesskulptur nu står, att mötesdeltagarna skulle betrakta landshövdingens arbetsförbud [för strejkbrytarna] som en seger och att mötet därefter skulle avlysas och alla i god ordning vandra hemåt. Allt detta gick om intet i det ögonblick som ett fackligt baner kastades över huvudet på en av den beridna vaktpatrullens hästar: hästen kastade av sin ryttare, stenar började vina genom luften och demonstranter trängde sig förbi istället för att ta den väg som militär och myndigheter avsett. När patrullens ledare såg att den avkastade soldaten blödde från ett sår i nacken fyrade han av ett pistolskott, som träffade en demonstrant i armen … Någon minut senare var den öppna platsen framför militären full av folk. När en grupp demonstranter rusade fram mot en av kulsprutorna fruktade kapten Nils Mesterton att flanken var på väg att övermannas och gav order om eld mot de i förväg anbefallna målen, främst stengrunder på de omkringliggande husen som han valt ut just i syfte att hålla demonstranterna på plats och förhindra blodsutgjutelse. I verklighetens kaos fungerade i vilket fall som helst ingen plan: när kulsprutorna knattrade igång spred sig paniken blixtsnabbt, människor sprang kors och tvärs och rikoschetterna flög lika planlöst genom luften … Fem människor låg [efteråt] döda och lika många hade sårats, de flesta offer för rikoschetterna enligt Ådalskommissionens noggranna utredning med hjälp av såväl ballistisk som kirurgisk expertis. | „ |

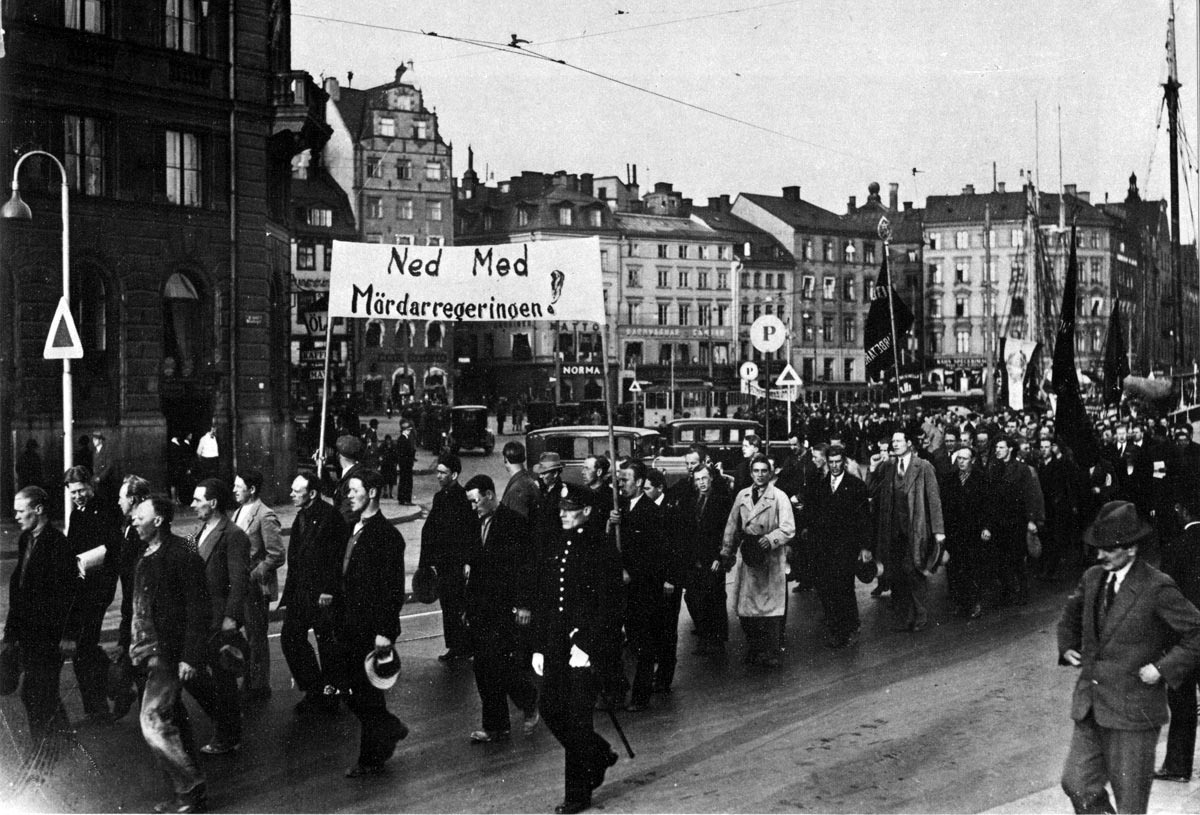
Ned Med Mördarregeringen! Tusentals demonstrerar i Stockholm och passerar just Kornhamnstorg i Gamla stan.

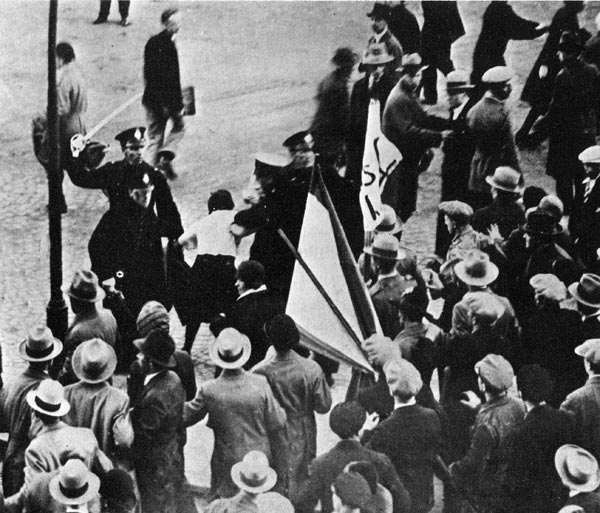
Polisen drar blankt och tränger tillbaka demonstranter i Stockholm. Många anhölls och flera blev skadade.

| – | |   |

## Epilog
Syndikalister och kommunister tog efter Ådalshändelserna tydligt ståndpunkt mot den militära våldsutövningen medan det Socialdemokratiska partiet (SAP) och Landsorganisationen (LO) var splittrat i sina åsikter även om både LO och SAP tidigare tagit ställning mot strejken. Den myndighetskritiska falangen inom SAP leddes av den tidigare kommunistledaren Zeth Höglund och Social-Demokratens chefredaktör Arthur Engberg. Partiledningen med partiordförande Per Albin Hansson och före detta statsministern Rickard Sandler i spetsen ansåg däremot att strejkledarnas agerande gav dem ett direkt ansvar för händelserna. Till offrens begravning sände SAP Rickard Sandler (som själv var född i Ådalen) som sin officiella partirepresentant.
| ”                                                                                       | Jag vågar göra gällande, att hela den trafik, som från kommunistiskt håll bedrives, och hela detta sätt att utnyttja upprörda stämningar gör, att när man skall söka de ansvariga, man måste ställa kommunisterna vid arbetsgivarnas och strejkbrytartransportörernas sida. | „ |
| – Per Albin Hansson (socialdemokrat) riksdagsprotokollet från andra kammaren den 15 maj | |   |

| ”                                             | Sex tusen industriarbetare i Ådalen, samlades till möte och demonstration i Frånön, kräva av regeringen att omedelbart draga tillbaka utkommenderad militär. Under dagens lopp har fyra arbetare dödats av militären och flera allvarligt skadats. Vill regeringen undvika ytterliga blodutgjutelse måste militären hemkallas innan mörkrets inbrott. Om svar anhålles omgående till undertecknad Andersson, telefon Kramfors 68 | „ |
| – Undertecknad Ådalsarbetarnas aktionsutskott | |   |

| ”                   | Militären mördar fem arbetare i Ådalen och sårar lika många. Detta fruktansvärda budskap går nu ut över allt Sveriges land, väckande sorg, harm och avsky. En fumlig regering, en svag och omdömeslös länsstyrelse, ett vettlöst militärbefäl, en samvetslös och provokatorisk arbetsgivarepolitik, som opererar med strejkbrytare, där brandämnen bokstavligen hopats . Allt detta bär skulden till det skedda | „ |
| – Social-Demokraten | |   |

| ”                            | Men djurens väktare, svenska medborgare, som tvingas att öva sig till mördare, kommenderades att ge eld, och då föll de, våra kamrater, föll för av stat och kyrka välsignade mordvapen. | „ |
| – Hinke Bergegren (anarkist) | |   |

| ”                               | Vi skall, då våra i Ådalen fallna klasskamrater, jordas, lova, att de kulor som föll från det 'demokratiska' Sveriges militär, icke skall ha fallit förgäves. | „ |
| – Edoff Andersson (syndikalist) | |   |

| ” | I en sinnesförvirring som man gärna ville hoppas vara övergående, men dock har anledning att frukta som ett varsel om andra tider, har folk ryckts med att hylla olyckans offer som hjältar och tillbedja det röda vilddjuret. ... Vi blotta också våra huvuden för kapten Mesterton och hans kamrater, som i ett prövande ögonblick icke sveko sin säkert då mycket tunga plikt. Och en av Sveriges i dessa dagar mest hatade och skymfade män bringar vi ett ärligt tack. Det finns ännu svenskar som icke se rött. | „ |
| – Kyrkoherde Ivar Rhedin / Göteborgs Stifts Tidning (Rhedin startade senare partiet högerpartiet Kyrkliga Folkpartiet) | |   |

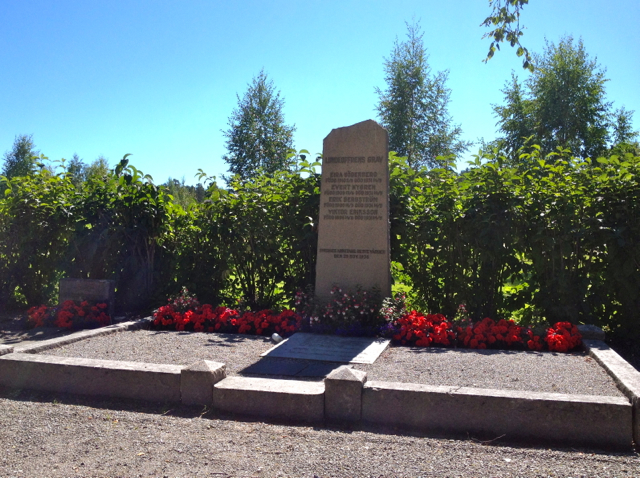
Begravningsplatsen för fyra av dödsoffren vid Ådalshändelserna 1931.

Den 15 maj bestämdes att militären skulle dras bort och arbetarna skulle sköta ordningen. Fyra av dödsoffren fick en gemensam grav på kyrkogården vid Gudmundrå kyrka. På graven finns en stenplatta med dikten "Gravskrift" av Erik Blomberg:

Här vilar

en svensk arbetare

stupad i fredstid

vapenlös värnlös

arkebuserad

av okända kulor

Brottet var hunger

Glöm honom aldrig

## Ådalskommissionen
Regeringen (frisinnade Carl Gustaf Ekmans andra ministär) ersatte landshövdingen K. J. Stenström och landsfogden Sune Påhlman med vikarier - de ordinarie förmåddes senare att söka andra tjänster - samt tillsatte en undersökningskommission med representanter för olika meningsgrupper, Ådalskommissionen. Kommissionen bestod av justitierådet Arthur Lindhagen (ordförande), professor Östen Undén (före detta statsråd), advokat Eliel Löfgren (före detta statsråd), förbundsordföranden i Svenska Metallindustriarbetareförbundet Fritjof Ekman samt bruksdisponenten Karl Fredrik Göransson i Sandviken.
Kommissionen kom bland annat fram till att
"Det finns sålunda anledning att icke lägga en alltför tung ansvarsbörda på den militäre befälhavaren. Men även om detta beaktas, måste varje tänkande människa reagera mot att det som hände överhuvud skulle behöva inträffa. En kravall som i någon av rikets större städer säkerligen kunnat avvärjas med en relativt ringa polisstyrka utan andra skador än några krossår, föranledde i detta fall det ohyggliga resultatet av fem dödade och fem sårade. Enligt kommissionens mening visar detta med styrka på vad som redan förut framhållits, nämligen vilket olämpligt medel för ordningens upprätthållande militären är i sådana fall, där det icke är fråga om att möta en öppet beväpnad motståndare."
Ådalskommissionen avslutade sin framställning med en vädjan till statsmakterna, att i framtiden försöka förebygga liknande händelser genom att förbättra polisväsendet och i det längsta undvika militärt bistånd. Man anger också att vid tillställningar med större folksamlingar, bör ordningsmakten på förhand försöka kontakta de inblandade parterna för att på bästa sätt upprätthålla ordningen.

### Efterverkningar
Landshövding K. J. Stenström, landsfogde Sune Påhlman, kaptenerna Nils Mesterton och Beckman, sergeanten Rask och furiren Tapper åtalades. Landshövdingen och landsfogden frikändes men förflyttades. Militärerna dömdes av krigsrätten men Krigshovrätten undanröjde domarna mot Mesterton och Beckman vilket fastställdes av Högsta domstolen. Furir Tapper fick tre dagars arrest medan sergeant Rask frikändes. För kravallerna i Sandviken åtalades och dömdes följande: Axel Nordström - senare riksdagsman för SKP - (ledarskap vid upplopp, brott mot annans frihet, ledare för otillåten demonstration i Kramfors - två och ett halvt års straffarbete), H. Sjödin (deltagande i upplopp, misshandel - åtta månaders straffarbete), Gusten Forsman (deltagande i upplopp - fyra månaders straffarbete), J. E. Törnkvist (brott mot annans frihet - två månaders villkorligt).
Den 19 maj var det kravaller i Stockholm i samband med en kommunistisk manifestation. Bland banderollerna syntes bland annat "Ned med mördarregeringen". Kravallerna höll på till midnatt och slutade med fjorton anhållanden, däribland av Sven Linderot samt av två stycken exekutivrepresentanter från Kominterns (Kommunistiska Internationalen) exekutivkommitté,[källa behövs] en tysk och en polack. Tio av de elva åtalade dömdes till mellan 2 och 8 månaders straffarbete. För olydigt skriveri om ådalshändelserna i vänsterpress utdömdes fängelsestraff mellan åtta och tre månader för sex personer. Inalles utdömdes 3 451 dagars straffarbete eller husarrest. 21 av dem gällde officerarna, 3 430 av dem gällde arbetarna.

## Militärt stöd till polisen och "Ådalslagarna"
Efter dödsskjutningarna i Ådalen 1931 har militär aldrig satts in vid liknande demonstrationer, något som förekommit tidigare - bland annat vid revolutionshändelserna i Stockholm 1848, Sundsvallsstrejken 1879, "Sandörevolten" 1907 (Även detta i Ådalen) samt Seskarö-upproret och oroligheterna i Stockholm, båda 1917. Ådalskommissionen kom fram till att det var olämpligt att använda sig av militär personal vid kravaller på grund av konsekvenserna. Förordningen som reglerade användningen av militär ändrades så att rätten att besluta fördes till Kunglig Majestät. Reglerna i 1864 års strafflag som gav möjlighet att sätta in militär behölls dock i stort sett oförändrade tills de avskaffades av 1969 års riksdag. Det fanns dock en bred parlamentarisk enighet om att inte använda militär för sådana uppgifter vilket möjligen kan förklara uppfattningen att det skulle ha stiftat särskilda så kallade Ådalslagar som skulle förbjudit användande av militär mot civila. Bland annat för att undvika att den lokala polisen skulle vara otillräcklig inrättades en statlig poliskår 1933.
Ådalshändelserna blev åter aktuella efter 11 september-attackerna och Göteborgskravallerna när man diskuterade militärt stöd i händelse av upplopp, katastrofer och terrorattacker. Regler infördes därför som hindrar militären att sättas in mot demonstrationer. Förordningen (2002:375) om Försvarsmaktens stöd till civil verksamhet från 2002 förbjuder i § 7 militär personal att sättas in vid händelser där man kan tvingas använda tvång eller våld mot enskilda. 2006 stiftade riksdagen lagen (2006:343) om Försvarsmaktens stöd till polisen vid terrorismbekämpning ger polisen rätt att kalla in Försvarsmakten som stöd för att bekämpa terroristbrott. Dock måste detta ske under polisiärt befäl och förarbetena hindrar att militär sätts in mot demonstrationer. Miljöpartiet och Vänsterpartiet såg en fara i att sammanblanda polisens och militärens roller eftersom det i praktiken är svårt att avgränsa vad som är en terroristhandling eller inte. Lagen har fått kritik eftersom det har hävdats att den kan tillåta att militär sätts in mot demonstrationer.

## I populärkulturen
Tomas Ledin, som på faderns sida har förfäder i Ådalen (och tillbringade barndomssomrar där), skildrar i låten "Min farfar gick i tåget" på albumet Höga kusten (2013) Ådalshändelserna. Texten är baserad utifrån det han hört om händelserna av sin farfar, som arbetade på sågverk och gick i demonstrationståget.
Ungdomsromanen Blod i gruset (2019) av Mats Jonsson handlar också om händelserna.
Jan Hammarlunds sång "Livet i Lunde" på albumet "Röda linjen" berättar händelserna.
I Bengt Ohlssons roman De dubbelt så bra (2018) beskrivs händelserna från strejkbrytarnas perspektiv.